# 第63回朝日新聞社杯競輪祭
第63回朝日新聞社杯競輪祭は、2021年11月18日から23日まで、小倉競輪場で行われた競輪のGI競走である。優勝賞金は3,618万円（副賞込み）。

## KEIRINグランプリ2021への道のり
当大会は、当年12月30日に静岡競輪場で行われる、KEIRINグランプリ2021の出場権をかけた最後の一戦となる。当大会開幕直前までに、同レースへの優先出場権を得た選手は以下の5名。
| 郡司浩平 | 第36回読売新聞社杯全日本選抜競輪 優勝             | （賞金2位） |
| 松浦悠士 | 第75回日本選手権競輪 優勝                         | （賞金1位） |
| 宿口陽一 | 第72回高松宮記念杯競輪 優勝                       | （賞金9位） |
| 古性優作 | 第64回オールスター競輪 優勝                       | （賞金4位） |
| 平原康多 | 第30回寬仁親王牌・世界選手権記念トーナメント 優勝 | （賞金3位） |

今回決勝戦に勝ち上がった9名のうち、S班は郡司浩平と松浦悠士の2名のみであった。
決勝戦においては、同着優勝があった場合を除き、上記の郡司、松浦、宿口、古性、平原の5名がグランプリ出場が確定。残り4枠については、いずれも今回決勝戦には残れなかったが賞金獲得額上位の第5位清水裕友、第6位佐藤慎太郎、第7位守澤太志（いずれもS班）の3名が確定。残りの1枠については、今年のGI覇者である郡司、松浦、古性のいずれかが優勝した場合は第8位山口拳矢と第11位吉田拓矢の争いとなるが、山口は途中欠場したため吉田は4着以内なら逆転で確定。その他、今回決勝戦に勝ち上がった新山響平、渡邉一成、園田匠、北津留翼、山田久徳の5名は優勝すればグランプリ出場が確定する。
これを受けて行われた決勝戦では、吉田拓矢が優勝しGI初タイトルを獲得、そして年末のグランプリ出場を賭けた最後の1枠を獲得した。これにより、KEIRINグランプリ2021出場選手として、松浦悠士（3年連続3回目）、郡司浩平（2年連続2回目）、平原康多（9年連続12回目）、古性優作（初出場）、吉田拓矢（初出場）、清水裕友（4年連続4回目）、佐藤慎太郎（3年連続3回目）、守澤太志（2年連続2回目）、宿口陽一（初出場）の9名が決定した（競輪祭終了時点での獲得賞金順）。
なお、賞金ランキング9位の山口拳矢は次点となったが、前もって発表されていたヤンググランプリ出場選手として選出されていたため当初補欠選手は「調整中」とされたものの、のち「補欠は山口拳矢とするが、12月24日午後5時の時点で欠場者がいない場合、山口は補欠の権利を失い、ヤンググランプリに出場する」とされた。その後12月24日17時の時点で欠場者が現れなかったため、山口はヤンググランプリに出場することになり、新たに浅井康太（G1優勝者の宿口に次ぐ11位）が補欠に繰り上がった。ちなみに、山口拳矢が繰り上がり出場していれば、デビューから史上最短でのグランプリ出場者となっていた。
このほか、2021年のS班のうち、ここまで賞金ランキング10位以下かつGIノンタイトルであった、脇本雄太は病気欠場のため、和田健太郎は二次予選Aで敗退したため、新田祐大は準決勝で敗退したため、それぞれS班からの降格が決まった。

## レースプログラム
6日間で各5走。
1次予選では各2走して、着順に応じたポイント（数値設定は前回大会同様）の合計上位選手が、4日目の2次予選に進出した（1-9位はダイヤモンドレースへ）。
| [ 11 ] | 1着 | 2着 | 3着 | 4着 | 5着 | 6着 | 7着 | 8着 | 9着 | 棄権 |
| ------ | --- | --- | --- | --- | --- | --- | --- | --- | --- | ---- |
| 1走    | 10  | 9   | 8   | 7   | 6   | 5   | 4   | 3   | 2   | 1    |
| 2走    | 13  | 11  | 9   | 7   | 6   | 5   | 4   | 3   | 2   | 1    |

結果的に進出ボーダーラインは、2次予選Aが15ポイント、2次予選Bが11ポイントとなった。
大会前半3日間の9-12Rには、グループA「トパーズ」とグループB「アメジスト」の2グループに分かれたガールズケイリン（ガールズグランプリ2021トライアルレース）が組み込まれており、トライアルレース終了後にガールズグランプリ2021の出場者7名が決定した。
|     | 18（木）    | 19（金）    | 20（土）   | 21（日）  | 22（月） | 23（火祝） |
| --- | ----------- | ----------- | ---------- | --------- | -------- | ---------- |
| 1R  | 1次予選 1   | 1次予選 1   | 1次予選 2  | 選抜      | 一般     | 一般       |
| 2R  | 1次予選 1   | 1次予選 1   | 1次予選 2  | 選抜      | 一般     | 一般       |
| 3R  | 1次予選 1   | 1次予選 1   | 1次予選 2  | 選抜      | 一般     | 一般       |
| 4R  | 1次予選 1   | 1次予選 1   | 1次予選 2  | 選抜      | 選抜     | 選抜       |
| 5R  | 1次予選 1   | 1次予選 2   | 1次予選 2  | 選抜      | 選抜     | 選抜       |
| 6R  | 1次予選 1   | 1次予選 2   | 1次予選 2  | 2次予選 B | 選抜     | 選抜       |
| 7R  | 1次予選 1   | 1次予選 2   | 1次予選 2  | 2次予選 B | 特選     | 特選       |
| 8R  | 1次予選 1   | 1次予選 2   | 1次予選 2  | 2次予選 B | 特選     | 特選       |
| 9R  | L予選1（B） | L予選2（B） | L選抜      | 2次予選 A | 特選     | 特選       |
| 10R | L予選1（B） | L予選2（B） | L選抜      | 2次予選 A | 準決勝   | 特秀       |
| 11R | L予選1（A） | L予選2（A） | L決勝（B） | 2次予選 A | 準決勝   | 特秀       |
| 12R | L予選1（A） | L予選2（A） | L決勝（A） | DMR       | 準決勝   | 0決勝0     |

## 決勝戦

### 競走成績
- 11月23日（火祝）第12レース[2][13][14][15][16]
- 誘導員…大坪功一（福岡）[17]

| 着 | 番 | 選手名   | 齢 | 府県   | 期別 | 級班 | 着差  | 上り | 決ま り手 | S/J H/B | 個人 状況        |
| -- | -- | -------- | -- | ------ | ---- | ---- | ----- | ---- | --------- | ------- | ---------------- |
| 1  | 7  | 吉田拓矢 | 26 | 茨城   | 107  | S1   |       | 11.0 | 差し      |         |                  |
| 2  | 5  | 新山響平 | 28 | 青森   | 107  | S1   | 3/4身 | 11.5 | 逃げ      | HB      |                  |
| 3  | 4  | 園田匠   | 40 | 福岡   | 87   | S1   | 3/4輪 | 10.8 |           |         |                  |
|    |    |          |    |        |      |      |       |      |           |         |                  |
| 4  | 8  | 渡邉一成 | 38 | 福島   | 88   | S1   | 1/2輪 | 11.5 |           |         |                  |
| 5  | 2  | 郡司浩平 | 31 | 神奈川 | 99   | SS   | 1/2身 | 11.2 |           |         | 走注（押上げ）×2 |
| 6  | 3  | 松浦悠士 | 31 | 広島   | 98   | SS   | 1輪   | 11.3 |           |         |                  |
| 7  | 9  | 古性優作 | 30 | 大阪   | 100  | S1   | 3/4身 | 11.6 |           | J       | 走注（斜行）     |
| 8  | 1  | 北津留翼 | 36 | 福岡   | 90   | S1   | 1/4輪 | 11.1 |           |         |                  |
| 9  | 6  | 山田久徳 | 34 | 京都   | 93   | S1   | 2身   | 11.3 |           |         | 走注（押圧）     |

### 配当金額
| 4=5 | 890円 | (4) |

| 4=5=7 | 7,670円 | (45) |

| 5-4 | 2,200円 | (10) |

| 7-5-4 | 55,370円 | (284) |

| 5=7 | 3,360円 | (20) |

| 5=7 | 1,260円 | (26) |
| 4=7 | 780円   | (8)  |
| 4=5 | 810円   | (10) |

| 7-5 | 6,700円 | (44) |

## 特記事項
- 前年同様、競輪祭期間中の昼間には「KEIRINフェスティバル」を実施。前半3日間（11月18日〜20日）は松戸競輪場と佐世保競輪場で、後半3日間（11月21日〜23日）は平塚競輪場と豊橋競輪場で、それぞれ開催された。

- 今開催はCOVID-19の影響で、当初は前回同様に抽選により各日2500人（居住地による制限はなし）に限定し入場証を持参した者のみ入場可能とする入場制限を行った上で実施する予定であった[20]が、後に入場制限の上限を5000人に引き上げたため事実上撤廃された[注 1][21]。

- 参加選手のうち若手（S班と地元福岡勢を除く）は今回、分宿でホテル宿泊となった[22][23]。

- 決勝戦の地上波中継は、テレビ東京《TXN系列・BSテレ東 全7局ネット》が20:00 - 20:50に、『デカ盛りドリームマッチin小倉～第63回朝日新聞社杯競輪祭決勝戦（GI）～』として放送[24]。今回は、特番として放送された前回までとは異なり、当時同局で火曜夜に放送されていた番組『デカ盛りハンター』とコラボレーションしての放送となった[25]（20:00以降はKEIRINによる一社提供。レース中継は20:40以降）。解説は中野浩一、実況は板垣龍佑が担当。

- シリーズ全体での目標額は120億円であったが、最終的に6日間の総売上は121億2332万1400円（前回比約105%）となり、目標額を上回った[26]。なお、競輪祭の売り上げが121億円を超えたのは、2009年1月の第50回大会以来12年ぶりになった。
  - 2億6542万0400円 - 本場
  - 38億6016万7700円 - 場外
  - 74億2442万3300円 - 電話・インターネット投票
  - 121億2332万1400円 - 計

### 競走データ
- S級S班は全9選手が出場予定であったが、11月12日に脇本雄太の病気欠場が発表され、8選手が出場する事になった。結果的に、同年のSSは一度もGIで9人全員が同時出場する事は無かった。

- 前回まで8年連続で大会ファイナリストだった平原康多は[27]、準決勝4着で敗退し、記録がストップした。

- 今回、GI決勝戦初進出は、山田久徳[28]。

- 決勝は超細切れ戦で[29]人気は割れ、2車単最終オッズ[16]では1・2番人気のみが10倍台（地元ラインの1-4と4-1）。最低72番人気でも185.6倍（6-1）だった。